# Emberiza jankowskii
Emberiza jankowskii é uma espécie de ave da família Emberizidae.
Pode ser encontrada nos seguintes países: China, Coreia do Norte e Rússia.
Os seus habitats naturais são: matagal de clima temperado e campos de gramíneas de clima temperado.
Está ameaçada por perda de habitat.